# Малаш
Малаш (слч. Málaš) насељено је мјесто са административним статусом сеоске општине (слч. obec) у округу Љевице, у Њитранском крају, Словачка Република.

## Становништво
| Година:    | 1994. | 2004.   | 2014.    | 2024.   |
| ---------- | ----- | ------- | -------- | ------- |
| Број људи: | 563   | 554     | 469      | 495     |
| Разлика:   |       | -1,59 % | -15,34 % | +5,54 % |

| Година:    | 2023. | 2024.   |
| ---------- | ----- | ------- |
| Број људи: | 486   | 495     |
| Разлика:   |       | +1,85 % |

Према подацима о броју становника из 2011. године насеље је имало 493 становника.